# کریستی هریس
کریستی هریس (انگلیسی: Cristi Harris؛ زادهٔ ۳ دسامبر ۱۹۷۷) بازیگر اهل ایالات متحده آمریکا است.
از فیلم‌هایی که وی در آن‌ها نقش داشته است، می‌توان به سانست بیچ و نادرمانگر اشاره نمود.